# NGC 4790
NGC 4790 је спирална галаксија у сазвежђу Девица која се налази на NGC листи објеката дубоког неба.
Деклинација објекта је - 10° 14' 52" а ректасцензија 12h 54m 51,9s. Привидна величина (магнитуда) објекта NGC 4790 износи 12,4 а фотографска магнитуда 13,1. Налази се на удаљености од 23,6000 милиона парсека од Сунца. NGC 4790 је још познат и под ознакама MCG -2-33-56, IRAS 12522-0958, PGC 43972.